# 東京情報大学総合情報学部
東京情報大学総合情報学部（とうきょうじょうほうだいがくそうごうじょうほうがくぶ）は、東京情報大学に設置されている学部の一つ。

## 概要
東京情報大学総合情報学部は、2001年（平成13年） に経営情報学部を総合情報学部に改称して誕生した。その後、総合情報学部の中に総合情報学科を新設し、その中に。情報システム学系、データサイエンス学系、情報メディア学系を設置した。
東京情報大学総合情報学部は「情報学」をテーマに、現代社会で急速に発展する多様な分野を、ICTを活用して教育する実践型の学部を目指している。
情報システム学系では、システム開発、IoT、ネットワークなどに関する基礎技術から、AI、ゲーム、セキュリティなどの先端技術について研究し、新しいIT分野の技術について学ぶ。
データサイエンス学系では、数理科学を基礎にしたデータ分析の基礎技術を学び、生命・環境・人間の行動の理解と課題解決のための応用技術を学ぶ。また、その学習の課程で、データサイエンスの専門能力を身につける。
情報メディア学系では、メディア学に関する知識、情報を表現し伝達する知識とその技術を学ぶ。また，生活者の利便性向上のための情報の提供、メディアを活用した表現活動など、多様な情報を創造、運用する能力を身につけていく。

## 沿革
- 1988年（昭和63年）4月 - 東京情報大学経営情報学部の設置。経営学科・情報学科の2学科でスタート。

- 1992年（平成4年） - 大学院開設（経営情報学研究科経営情報学専攻修士課程）。

- 1996年（平成8年） - 情報文化学科を設置。

- 1999年（平成11年） - 経営情報学研究科経営情報学専攻博士前期課程・博士後期課程設置。

- 2001年（平成13年） - 学部名称を「総合情報学部」に変更。経営情報学科・環境情報学科・情報システム学科を新設。

- 2005年（平成17年） - 経営情報学科を情報ビジネス学科に、大学院経営情報学研究科から総合情報学研究科へ名称変更。

- 2013年（平成25年） - 総合情報学科を新設（4学科を統合）。

- 2017年（平成29年） - 総合情報学部は12コース制から3学系14研究室制へ移行する。

- 2020年（令和2年） - 先端データ科学研究センターを設立。

- 2022年（令和4年） - 総合情報学部は3学系14研究室制から3学系9研究室制へ移行する。

- 2023年（令和5年） - 現在の3学系14研究室体制をさらに発展させ、9研究室体制へ移行する。

## 組織
総合情報学部
- 総合情報学科
  - 情報システム学系
  - データサイエンス学系
  - 情報メディア学系